# Keratoisis siemensii
Keratoisis siemensii is een zachte koraalsoort uit de familie Isididae. De koraalsoort komt uit het geslacht Keratoisis. Keratoisis siemensii werd in 1878 voor het eerst wetenschappelijk beschreven door Studer. 